# Reinhard Schmidt (Betriebswirt)
Reinhard H. Schmidt (* 1946) ist ein deutscher Betriebswirt und seit 1998 Professor für Internationales Bank- und Finanzwesen an der Goethe-Universität in Frankfurt am Main.

## Leben
Schmidt studierte Volks- und Betriebswirtschaftslehre in Heidelberg und Frankfurt am Main und schloss 1971 sein Studium als Diplom-Kaufmann ab. 1974 promovierte er in Frankfurt mit der Schrift Aspekte positiver Theorien über Aktienkursänderungen – eine vergleichende Untersuchung der Fundamentalanalyse der technischen Analyse und er Random-Walk-These und schloss ein Jahr als Forschungsstipendiat an dem Graduate School of Business der Stanford University an.
1977 bis 1981 arbeitete er als Dozent an der Universität Frankfurt. Während dieser Arbeit habilitierte Schmidt sich 1979 mit der Schrift Die Rolle von Informationen und Institutionen auf Finanzmärkten. Von 1981 bis 1983 lehrte er betriebliche Finanzwirtschaft an der Universität Göttingen. Er hatte von 1983 bis 1991 den Lehrstuhl für Betriebswirtschaftslehre, insbesondere betriebliche Finanzwirtschaft, an der Universität Trier. Während dieser Zeit arbeitete er von 1989 bis 1990 als Konrad-Adenauer-Gastprofessor an der Georgetown University in Washington.
Seit 1991 ist er Wilhelm-Merton-Professor für Betriebswirtschaftslehre an der Universität Frankfurt am Main, dort vertrat er bis 1998 das Fach Ökonomie des Welthandels. Nach einem abgelehnten Ruf an die Universität Bochum wurde die Widmung seiner Professur in „International Banking and Finance“ umgewandelt. Von 2001 bis 2003 war er Dekan des Fachbereichs Wirtschaftswissenschaften. 2009 verlieh ihm die Wissenschaftliche Hochschule für Unternehmensführung (WHU) in  Vallendar den Grad eines Dr. h. c. 2012 wurde er emeritiert und ist seither noch als Seniorprofessor in Forschung und Lehre aktiv. Von 2015 bis 2018 war er Gastprofessor an der Zeppelin-Universität in Friedrichshafen. Schmid war Gastprofessor an der Georgetown University in Washington D.C, an der Wharton School der University of Pennsylvania in Philadelphia, an der Bocconi-Universität in Mailand und dreimal an verschiedenen Universitäten in Paris.
Zusätzlich unterrichtet Schmidt Kurse der Executive-Master-Programme der Goethe Business School.
Neben seiner Tätigkeit als Hochschullehrer war Schmidt als Berater auf dem Gebiet der Entwicklungsfinanzierung tätig, unter anderem als Aufsichtsratsvorsitzender der entwicklungsorientierten Beteiligungsgesellschaft ProCredit Holding AG.

## Schriften (Auswahl)
- Grundzüge der Investitions- und Finanzierungstheorie. Gabler, Wiesbaden 1983, ISBN 3-409-13700-9 (mehrere Auflagen).
- als Herausgeber mit Gabriel Schor: Modelle in der Betriebswirtschaftslehre (= Neue betriebswirtschaftliche Forschung. 37). Gabler, Wiesbaden 1987, ISBN 3-409-13320-8.
- als Herausgeber mit Wolfgang Ballwieser, Hans-Joachim Böcking, Jochen Drukarczyk: Bilanzrecht und Kapitalmarkt. Festschrift zum 65. Geburtstag von Professor Dr. Dr. h.c. Dr. h.c. Adolf Moxter. IdW-Verlag, Düsseldorf 1994, ISBN 3-8021-0573-7.
- mit Jan Pieter Krahnen: Development Finance as Institution Building. A new Approach to Poverty-Oriented Banking. Westview Press, Boulder CO u. a. 1994, ISBN 0-8133-2457-2.
- Entwicklungsfinanzierung, „microfinance“ und Bankenregulierung. In: Hartmut Schmidt, Eberhart Ketzel, Stefan Prigge (Hrsg.): Wolfgang Stützel – Moderne Konzepte für Finanzmärkte, Beschäftigung und Wirtschaftsverfassung. Mohr Siebeck, Tübingen 2001, ISBN 3-16-147614-X, S. 49–61 (books.google.de – Leseprobe: Kurzbiografie in: Die Autoren – Reinhard H. Schmidt, S. 572).
- als Herausgeber mit Jan Pieter Krahnen: The German Financial System. Oxford University Press, Oxford u. a. 2004, ISBN 0-19-925316-1.
- als Herausgeber mit Luisa Anderloni, David T. Llewellyn: Financial Innovation in Retail and Corporate Banking. Edward Elgar, Cheltenham u. a. 2009, ISBN 978-1-84844-040-1.
- mit Hans Dieter Seibel, Paul Thomes: From Microfinance to Inclusive Banking. Why Local Banking Works. Wiley-VCH, Weinheim 2016, ISBN 978-3-527-50802-0.